# Príncipe de Waterloo

Brasão de Armas dos Príncipes de Waterloo

Príncipe de Waterloo (em neerlandês:  Prins van Waterloo) é um título de nobreza neerlandês, dado ao Duque de Wellington, no pariato do Reino Unido.

## Nobreza
O título de Príncipe de Waterloo foi criado pelo rei Guilherme I para o marechal O 1.º Duque de Wellington como um título de vitória em reconhecimento por derrotar ao Imperador Napoleão I da França na Batalha de Waterloo em 1815.
O 1.º Duque de Wellington e todos os seus descendentes pertencem à nobreza holandesa, em que todos os duques descendentes têm o título de Príncipe de Waterloo (Prins van Waterloo). O restante detém a honraria neerlandesa de Jonkheer ou Jonkvrouw.
Além deste título, o rei neerlandês também concedeu a Wellington 2.600 acres (10,5 km²) de terra e de uma doação anual de 20.000 florins. Hoje em dia, os Duques de Wellington que retem o título de Príncipe de Waterloo  desfrutam de uma renda anual de cerca de £100.000 dos inquilinos de longa data pela ocupação da terra.
Devido ao estabelecimento do reino separado da Bélgica, em 1831, o título (sendo neerlandês) e a terra (localizada na Bélgica) se separaram. Após a independência belga a dotação foi incluída na dívida pública a ser assumido pelo novo Reino da Bélgica pelo Tratado de Londres.

## Príncipes
- Arthur Wellesley, 1.° Príncipe de Waterloo (1769-1852)
- Arthur Richard Wellesley, 2.° Príncipe de Waterloo (1807-1884)
- Henry Wellesley, 3.° Príncipe de Waterloo (1846-1900)
- Arthur Charles Wellesley, 4.° Príncipe de Waterloo (1849-1934)
- Arthur Charles Wellesley, 5.° Príncipe de Waterloo (1876-1941)
- Henry Valerian George Wellesley, 6.° Príncipe de Waterloo (1912-1943)
- Gerald Wellesley, 7.° Príncipe de Waterloo (1885-1972)
- Arthur Valerian Wellesley, 8.° Príncipe de Waterloo (1915-2014)
- Arthur Charles Valerian Wellesley, 9.º Príncipe de Waterloo (n. 1945)